# Afronaumannia rubra
Afronaumannia rubra là một loài bọ cánh cứng trong họ Chrysomelidae. Loài này được Steiner & Wagner miêu tả khoa học năm 2005.